# Zach Loyd
Zachary ("Zach") Robert Loyd (Tulsa, 18 juli 1987) is een Amerikaans voetballer die bij voorkeur als verdediger speelt. In 2010 tekende hij een contract bij FC Dallas uit de Major League Soccer.

## Clubcarrière
Loyd werd als vijfde gekozen in de MLS SuperDraft 2010 door FC Dallas. Op 10 april 2010 maakte hij tegen Columbus Crew zijn debuut voor Dallas. In zijn eerste seizoen bij de club speelde hij in vierentwintig competitiewedstrijden, waarvan negentien keer in de basis. Op 25 juni 2011 maakte hij tegen Portland Timbers zijn eerste doelpunt voor de club. Zijn beste seizoen beleefde hij tot nu toe in 2012. Hij speelde dat seizoen in tweeëndertig competitiewedstrijden, waarvan eenendertig in de basis, maakte twee doelpunten en gaf drie assists.

## Interlandcarrière
Op 22 januari 2011 maakte Loyd zijn debuut voor de Verenigde Staten in een vriendschappelijke interland tegen Chili.
2 Munjoma ·
3 Martínez ·
4 Bressan ·
5 Quignón ·
6 Cerrillo ·
7 Obrien ·
8 Acosta ·
9 Ferreira ·
10 Ricaurte ·
11 Schön ·
12 Hollingshead ·
14 Burgess ·
16 Pepi ·
17 Vargas ·
18 Servania ·
19 Pomykal ·
20 Maurer ·
21 ElMedkhar ·
22 Twumasi ·
24 Hedges ·
25 Smith ·
26 Nelson ·
28 Redžić ·
29 Jara ·
30 Zobeck ·
31 Sealy ·
32 Che ·
80 Hernandez ·
99 Megiolaro ·
Coach: Gonzalez
· Assistent-coach: Luccin